# Producător de jocuri video
Un producător de jocuri video este o persoană care se ocupă cu supravegherea dezvoltării unui joc video sau pentru computer. 
Cuvântul producător în domeniul jocurilor a fost pentru prima oară folosit de Trip Hawkins, care a stabilit poziția când a fondat Electronic Arts în 1982. Idealul său, influențat de relația sa cu Jerry Moss, era ca producătorii să se ocupe de artists and repertoire în același fel ca în industria muzicală, și Hawkins a adus producători discografici de la A&M Records pentru a-și antrena proprii producători. 
Deși termenul este un standard în ziua de astăzi, la timpl său a fost respins ca fiind o "imitație Hollywood" de câtre mulți din industria jocurilor video și de către presă. Rolul unui producător de jocuri video a fost definit în multe feluri de companii și de echipe diferiteși există o varietate de posturi cu titlul de producător. 
În producția jocurilor video sunt foarte puține vedete, deoarece contrariu industriei cinematografice, acești producători nu își au propriile companii independente.

## Tipuri de producători
Majoritatea jocurilor video sunt făcute de către dezvoltători, iar în cazurile acestea, există producători externi și interni. Producătorii externi pot să fie "producători executivi" și sunt angajați de editori. Producătorii interni lucrează pentru dezvoltători și sunt mai direct implicați. Anumiți dezvoltători nu au producători interni și se bazează mai rar pe producătorii editorului.
Responsabilitățile unui producător extern se concentrează asupra supravegherii mai multor proiecte de care se ocupă diverși dezvoltători. Ținându-se la curent cu progresul jocurilor dezvoltate extern, ei informează editorii despre stadiul proiectelor în curs de dezvoltare și cu ce probleme s-au întâlnit. Dacă producătorul unui editor supraveghează un joc dezvoltat intern, rolul lui este mai mic decât cel al unui productor intern și în general se ocupă cu lucrul asupra unui singur joc sau asupra mai multor jocuri mici.
Cu cât jocurile au devenit mai mari și mai scumpe, producătorii executivi au devenit o parte importantă a unor echipe. Bazându-se pe tradițiile industriei cinematografice, producătorii executivi se concentrează asupra costului și organizării unui proiectca să se asigure că jocurile vor fi terminate la timp și în limitele bugetului.

## Responsabilități
Un producător intern este în general ocupat cu dezvoltarea unui singur joc. Responsabilitățile acustui post variază de la companie la companie, dar, în general, persoana în această poziție are următoarele ocupații:
- Negocierea contractelor și licențierea
- Legătură dintre personalul de dezvoltare și patronii înalți (editori sau personalul executiv)
- Organizarea timpului și a bugetului
- Supravegherea dezvoltării creative (artă și design de jocuri) și tehnice (programare) a jocurilor
- Asigurarea livrării bunurilor
- Asigurarea calității (testării)
- Organizarea versiunilor și a reuniunii de consumatori
- Organizarea localizării

Pe scurt, producătorul intern este responsabil pentru livrarea la timp și pentru calitatea finală a unui joc.
La jocuri mai mici, producătorul poate comunica dirrect cu personalul creator sau cu programatorii. Pentru jocuri mai mari, producătorul va apela la programatorul, artistul, designerul și testerul principal. Deși este adeseori nevoie ca producătorul să se întâlnească cu toată echipa de dezvoltare din când în când, la jocurile mari se va întâlni mai rar și numai pentru a se informa asupra progresului dezvoltării jocului.
Pentru majoritatea jocurilor, producătorul are un rol mare în design. Deși nu este un designer, producătorul trebuie să incorporeze dorințele personalulu executiv în designul unui joc, și adeseori apelează la ajutorul designerului. Deci rezultatul final este o colaborare dintre producătorul și designerul unui joc.
În general, producătorul nu este „șeful” echipei de dezvoltare, ci „șeful” jocului. În timp ce un programator trebuie să răspundă la ordinele unui director de programare, când este vorba despre joc, se face apel la producător. Producătorii pot să respingă sau să încuviințeze deciziile echipei de dezvoltare, dar soarta postului de dezvoltator nu este în mâinile producătorului. Deși pot să angajeze sau să concedieze anumiți indivizi, în general trebuie să obțină autorizație de la superiori.

## Producători cunoscuți
- Mark Cerny (seria Jak and Daxter, seria Spyro the Dragon și Ratchet and Clank)
- Brad Fregger (Hacker și multe altele)
- Richard Garriott (seria Ultima)
- Hideo Kojima (Metal Gear, Zone of the Enders)
- Shigeru Miyamoto (Super Mario 64, The Legend of Zelda: Ocarina of Time)
- Bruce Shelley (Age of Empires)